# Viroqua (Wisconsin)
Viroqua is een plaats (city) in de Amerikaanse staat Wisconsin, en valt bestuurlijk gezien onder Vernon County.

## Demografie
Bij de volkstelling in 2000 werd het aantal inwoners vastgesteld op 4335. In 2006 is het aantal inwoners door het United States Census Bureau geschat op 4383, een stijging van 48 (1,1%). In 2010 was het inwonersaantal lichtjes gezakt tot 4362. In 2019 werd het geschat op 4402.

## Geografie
Volgens het United States Census Bureau beslaat de plaats een oppervlakte van 8,5 km², geheel bestaande uit land. Viroqua ligt op ongeveer 333 m boven zeeniveau.

## Plaatsen in de nabije omgeving
De onderstaande figuur toont nabijgelegen plaatsen in een straal van 20 km rond Viroqua.

## Geboren
- Chris Mulkey (1948), acteur, filmregisseur, filmproducent en scenarioschrijver
- Mark Lee (1952), astronaut
- Butch Vig (1955), drummer (Garbage) en producer